# Harry Miller
Harry David Miller, detto Moose (Brooklyn, 28 luglio 1923 – Latrobe, 18 aprile 2007), è stato un cestista statunitense, professionista nella ABL e nella BAA.